# Piaggio P.23R
Il Piaggio P.23R era un trimotore monoplano ad ala bassa realizzato dall'azienda italiana Rinaldo Piaggio negli anni trenta del XX secolo. Inizialmente sviluppato come bombardiere veloce, non ebbe seguito produttivo e venne utilizzato come aereo per la conquista di alcuni primati di cui uno a livello mondiale.

## Storia del progetto

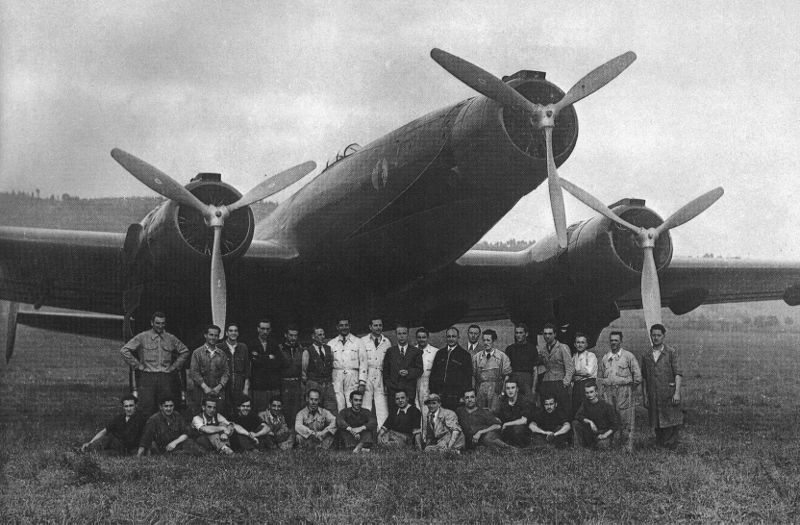
Il Piaggio P.23R dopo la modifica, equipaggiato con i motori radiali Piaggio.

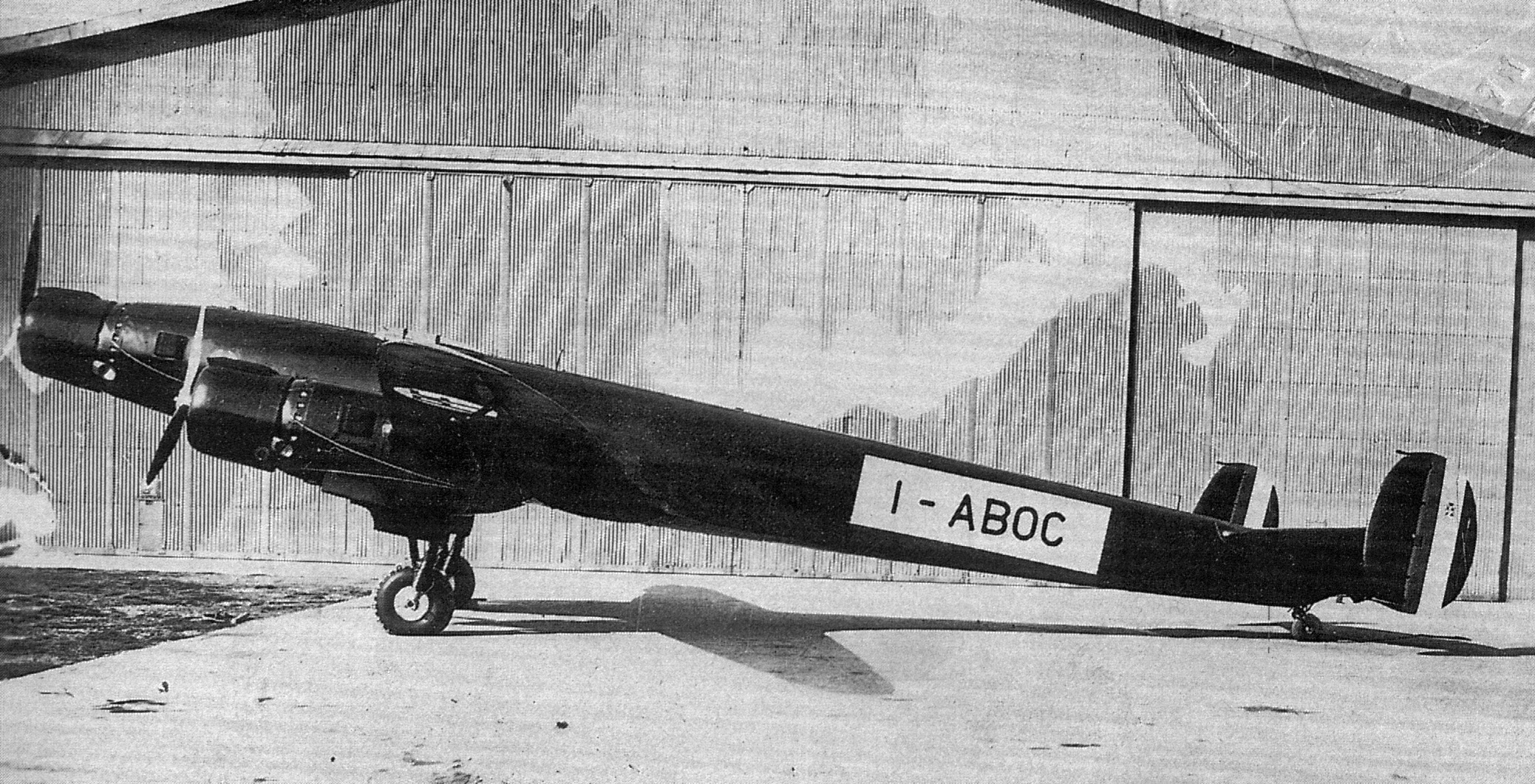
Immagine del certificato di navigabilità del Piaggio P.23R rilasciato nel marzo del 1939.

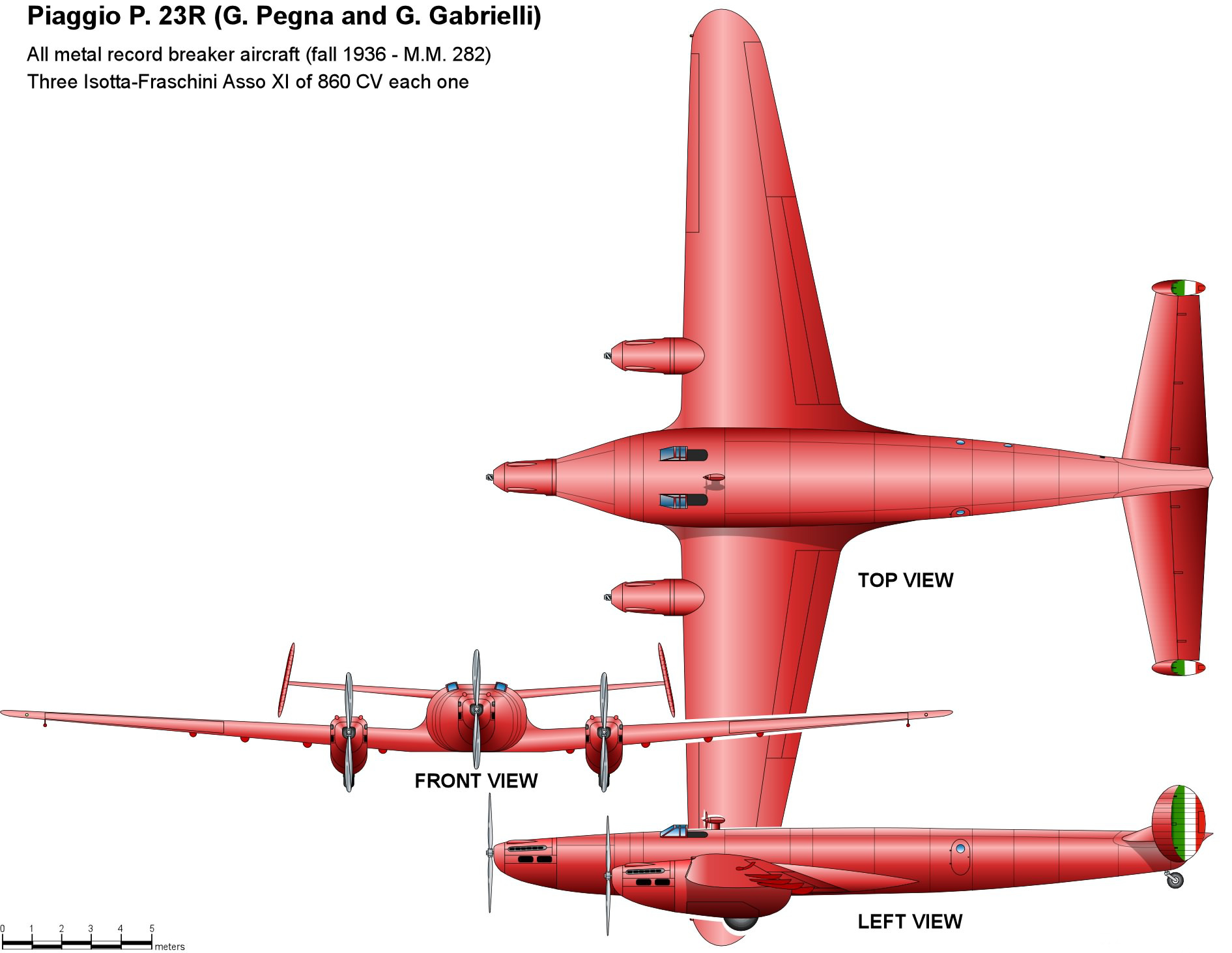
Piaggio P 23R prima versione

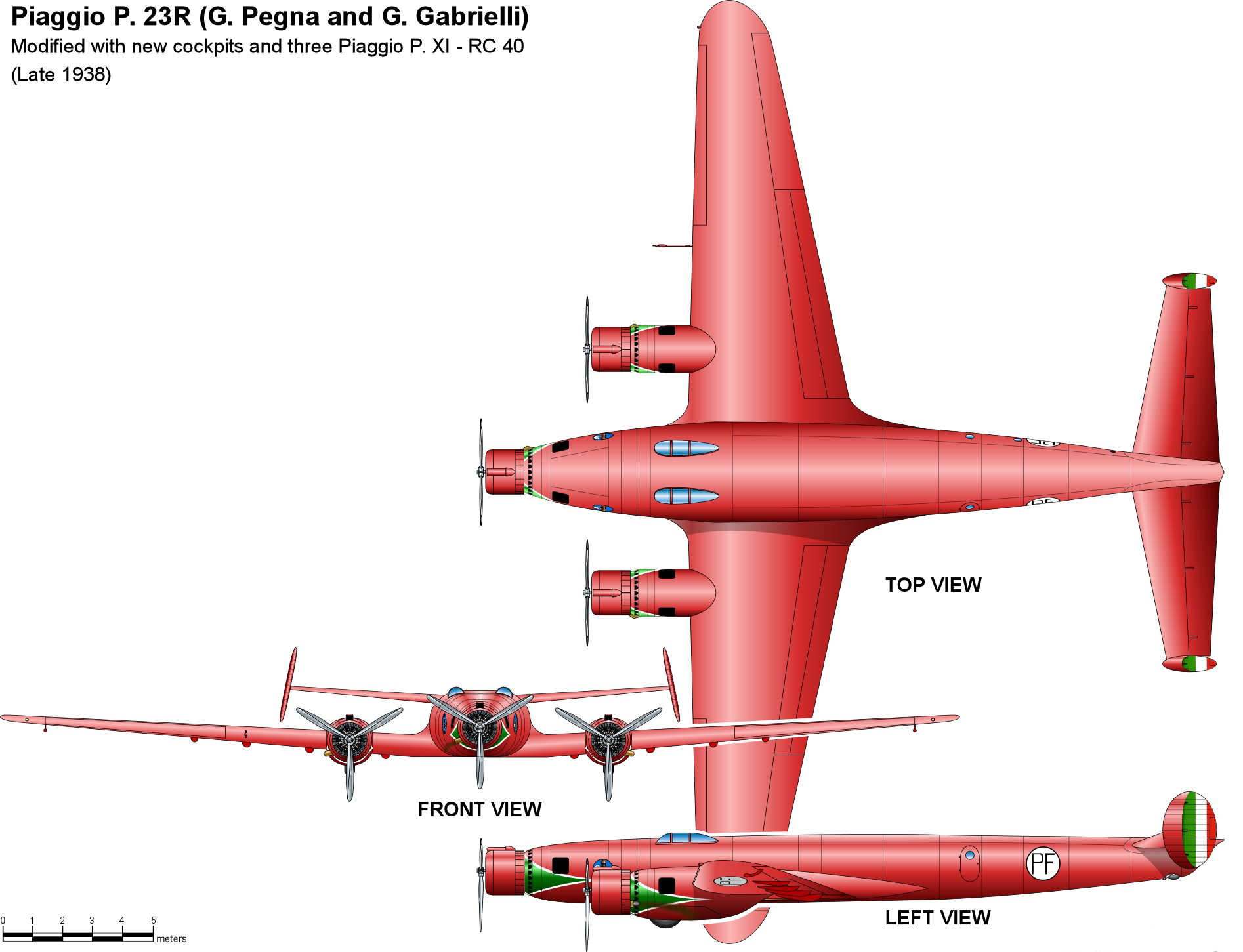
Piaggio P 23R seconda versione

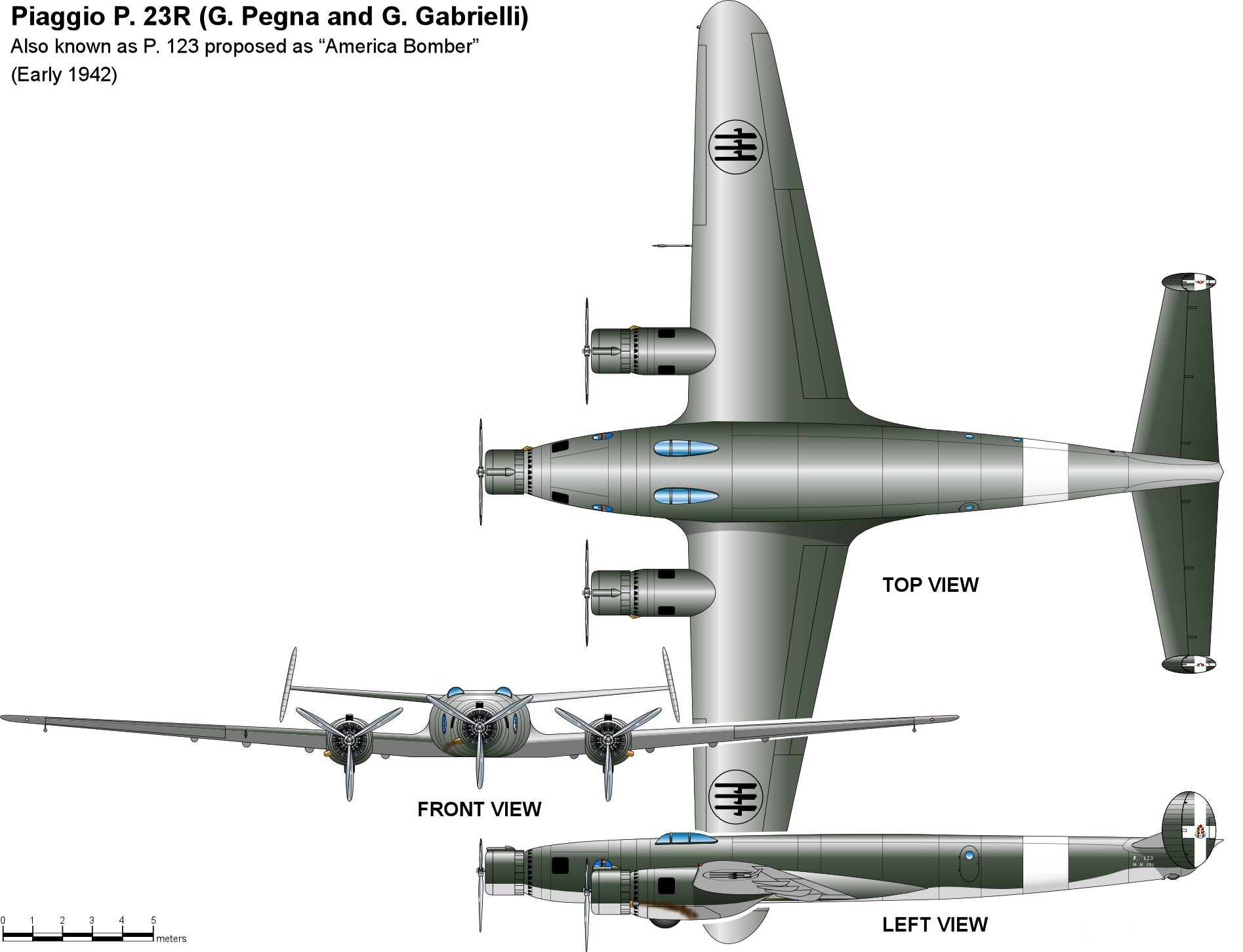
Piaggio P 23R versione militare del tempo di guerra

Nel 1934 l'ufficio tecnico della Rinaldo Piaggio, diretto dall'ingegnere Giovanni Pegna, decise di sviluppare un nuovo progetto velivolo, il P.23R (Record), destinato a stabilire primati, elaborandolo direttamente dal precedente velivolo da trasporto civile quadrimotore P.23M, costruito in due prototipi, e che non aveva avuto successo. In realtà il progetto del P.23R era completamente diverso, in quanto l'aereo aveva sì gli stessi impennaggi verticali del predecessore, ma disponeva di una fusoliera a forma di matita, posti di pilotaggio affiancati ma separati, un'ala bassa, ed era equipaggiato con tre motori in linea Isotta Fraschini Asso XI R V-12 da 671 kW. La sigla P-23R, mutuata dall'aereo precedente, aveva lo scopo di favorire le procedure burocratiche per l'eventuale acquisizione da parte del Ministero dell'aeronautica. Con contratto N°21 del 18 gennaio 1935 il prototipo, cui venne assegnata la MM.282, fu acquistato per la cifra di 2 000 000 di Lire  Per la sua realizzazione venne utilizzata per la prima volta la nuova galleria del vento, realizzata a Finale Ligure. Il prototipo del P.23R andò in volo per la prima volta a Villanova d'Albenga il 1 agosto dello stesso anno.

## Descrizione tecnica
Il P.23R era un velivolo dalla forma particolarmente aerodinamica, specie nella sua versione iniziale equipaggiata con i motori Isotta Fraschini, caratterizzato da una fusoliera a sezione ellittica appiattita, a forma di matita, che terminava in un impennaggio bideriva. L'ala era totalmente di nuova concezione, posta in posizione bassa a sbalzo e rastremata. Il carrello di atterraggio era triciclo, posteriore, retrattile, con le gambe principali che rientravano per rotazione posteriore nella parte posteriore delle gondole dei motori, mentre il ruotino di coda, fisso ma orientabile, era posto all'estremità della fusoliera. I posti di pilotaggio separati, ma affiancati, avevano piccole cupole trasparenti con andamento aerodinamico. I tre motori in linea Isotta Fraschini Asso XI R V-12 da 671 kW erano collocati in altrettante gondole, uno posizionato sul naso e due sul bordo d'attacco delle due semiali.

## Impiego operativo
A causa della sistemazione dei posti di pilotaggio, che erano in posizione estremamente arretrata, con visibilità attraverso i finestrini laterali, durante i primi collaudi il P.23R uscì di pista danneggiandosi. Durante i lavori di riparazione l'aereo venne dotato di abitacolo più tradizionale. In data 2 novembre 1939 l'aereo risultava in carico al 1° Centro Sperimentale della Regia Aeronautica sull'aeroporto di Guidonia. Il 30 dicembre dello stesso anno, con ai comandi i collaudatori Angelo Tondi e Giovanni Pontonutti, l'aereo stabiliva i record mondiali di velocità media di 405,259 km/h con carico di 5 000 kg su percorso di 1 000 km, e di 403,908 km/h sui 2 000 km. In seguito il prototipo venne modificato con l'installazione di tre motori radiali Piaggio P.XI RC.40 da 1 000 CV (735 kW) ciascuno, azionanti dapprima un'elica bipala e in seguito tripala Piaggio a passo variabile. L'abitacolo fu nuovamente modificato con un baldacchino incluso sopra ogni cabina di guida, e modifiche ebbe anche il e carrello principale di atterraggio. Nel secondo semestre del 1940 il P.23R si trovava sull'aeroporto di Guidonia con le normali matricole militari. Il prototipo del P.23R, che giaceva inutilizzato, fu considerato da pilota Max Peroli per effettuare il volo di collegamento da Roma a Tokio, e il 26 febbraio 1942 Peroli scrisse una lettera alla segreteria del Capo del Governo Benito Mussolini suggerendo che l'aereo fosse utilizzato a questo scopo. Sempre nei primi mesi del 1942 il collaudatore della Piaggio Nicolò Lana suggerì all'ingegnere Giovanni Casiraghi di impiegare il prototipo del P.23R in un qualche tipo di missione che avesse come obiettivo la città di New York (divenuta poi Operazione S).
Anche se il P.23R comparve nei manuali alleati di riconoscimento durante la seconda guerra mondiale come potenziale bombardiere, lo sviluppo del progetto già era stato abbandonato nel 1939.